# Symfonie nr. 1 (Ruders)
De Deense componist Poul Ruders voltooide zijn Symfonie “Himmelhoch  jauchzend ... zum Tode betrübt” in 1989.

## Geschiedenis
Ruders schreef het werk in opdracht van het BBC Symphony Orchestra ten behoeve van een Promsconcert in het seizoen 1990. Het werd voor het eerst uitgevoerd op 3 september 1990 door dat orkest onder leiding van Michael Schwønwandt. De rest van de avond werd “gevuld” met:
- Jean Sibelius -  Tapiola
- Béla Bartók – Pianoconcert nr. 3
- Poul Ruders – Symfonie
- Hector Berlioz – Ouverture Le Roi Lear.

Onbekend is of Ruders op de hoogte was van de andere uit te voeren muziekwerken, maar met de toenmalige muziek van Ruders kon eigenlijk alles gecombineerd worden en tegelijkertijd kan er niets met zijn muziek gecombineerd worden. De uitvoering van zijn Symfonie bracht hem wel de eerste prijs van de Royal Philharmonic Society op in de categorie Werk voor groot orkest. Ruders was er niet zeker van dat hij ooit een Symfonie nr. 2 zou schrijven, het werk kreeg pas in 1995 de (toen benodigde) aanduiding nr. 1. Himmelhoch jauchzend – zum Tode betrübt is een citaat uit Goethes Egmont.

## Muziek
Ruders hield zich wel aan de klassieke indeling van de symfonie met een introductie, een serieus deel, een scherzo en een finale. Ook komen delen uit eerdere delen in latere terug, maar het is vooral zoeken daarnaar. De delen zijn wel onderling gekoppeld. Het scherzo heeft meer het karakter van deel 1, de finale dat van het serieuze deel.

### Delen
1. Presto jubilante – Triste – Furioso fantastico
2. Tranquillo molto, dolcissimo
3. Scherzando prestissimo
4. Marchera funerale. Lo stesso tempo ma poco a poco rallentando

De symfonie begint met een kakofonie aan geluid en net als de aanduidingen die daarbij hoort jubelend. Vervolgens keert de muziek zich geheel in zichzelf en wordt triest, waarna de muziek zich bijeenraapt en weer terugkeert naar het vrolijke. Het begin is voor bijna alle muziekinstrumenten virtuoos en bevat een citaat in de opening van Johann Sebastian Bachs Kerstoratorium (Jauchzet, frohlocket). Het tussenstuk is een bewerking van een oud kerstlied annex wiegelied. Het slot haalt de vrolijkheid van het begin niet.
Deel 2 is van een geheel andere orde. Het is compleet statisch en is in wezen een stuk muziek bestaande uit twee akkoorden, een buisklok en een vioolsolo. Het werk begint met een Tintinnabuliachtige heen- en weergang tussen een Bes majeur- en Des majeurakkoord. Ook hier is de subtitel duidelijk te horen, de muziek klinkt door de gebruikte orkestratie hemels, maar tegelijkertijd uitermate droevig. Onder deze akkoorden wordt een pulsering gespeeld die enige stuwing in het werk brengt. Na pas 4 ½ komt er enig schot in het werk, het tempo gaat iets omhoog, maar in plaats van door te zetten, komt de muziek helemaal stil te liggen. De enige die overblijft is een eenzame violist met lange noten. De golvende beweging van de akkoorden komt terug, maar met geheel andere klank. Eerst was deze gelaten, nu dreigend. De muziek komt niet meer op gang en valt langzaam stil. Een generale pauze geeft het een pseudoslot, waarna na enkele tellen stilte een slotakkoord volgt.
Het scherzo is deel 3. Het is uitermate kort, het duurt nog geen twee minuten. Het is een en al jubelstemming met wederom een tentoonstelling van virtuositeit. Deel 3 gaat zonder pauze over in deel 4. De complete orkestklank uit dat scherzo wordt langzaam uitgedund en ook het tempo gaat aanmerkelijk naar beneden. De muziek heeft de starheid van deel 2, een herhaling van het kerstlied uit deel 1 probeert nog het op te fleuren, maar het is een verloren zaak. De symfonie eindigt met de eenzame violist.   

### Orkestratie
Ruders schreef zijn symfonie voor groot orkest:
- 4 dwarsfluiten, 4 hobo's, 4 klarinetten, 4 fagotten
- 1 sopraansaxofoon
- 6 hoorns, 4 trompetten, 4 trombones, 1 tuba
- pauken, 4 man/vrouw percussie, 1 harp,  piano, elektrische piano, synthesizer
- violen, altviolen, celli, contrabassen

## Discografie
- Uitgave Chandos: Leif Segerstam met het Deens Radio Symfonieorkest, een opname van oktober 1990.